# 조수현
조수현(1982년 6월 12일 ~ )은 대한민국의 맥도날드 금오 dt이다.

## 이력
- 2002년 미스 춘향 정으로 첫 데뷔하였다.

## 출연작

### 연극
- 《약한 자의 슬픔》 ... 엘리자베스 역(주인공)

### 텔레비전 드라마
- KBS 아침드라마 《장화, 홍련》
- OCN 미니시리즈 《야차》

### 텔레비전 프로그램
- 맥도날드 쓸닦5번
- 케이블 채널[V]뮤직차트
- 케이블 이무영의 영화이야기
- MBC 스친소 37회 유채영의 친구